# 波伊諾鎮區 (密蘇里州里普利縣)
波伊諾鎮區（英語：Poynor Township）是位於美國密蘇里州里普利縣的一個行政鎮區。

## 地方資料
波伊諾鎮區的面積為53.29平方千米，皆為陸地。根據2020年美國人口普查的數據，當地共有人口262人，而人口密度為每平方千米4.92人。